# .ac
Az .ac Ascension internetes legfelső szintű tartomány kódja. A NIC.AC tartja karban, a regisztráció mindenki számára nyitott.
Az .ac második szintű domain is számos országban az akadémiai hálózat számára (ld. .ac (másodszintű))
Nemzetközi domainnevek regisztrációja lehetséges a következő útmutató szerint.